# 투가이 케리몰루
투가이 케리몰루(Tugay Kerimoğlu, 1970년 8월 24일, 터키 트라브존)는 터키의 전 축구 선수로, 선수 생활의 대부분을 갈라타사라이와 블랙번 로버스 FC에서 보냈다. 그는 주로 중앙 미드필더로 뛰었지만, 공격형 미드필더 및 앵커 위치에서 뛰기도 했다.
투가이는 하칸 쉬퀴르와 함께 터키 사상 최고의 선수중 하나로 여겨지는 하프 센터로, 정밀도 높은 롱패스와 강렬한 슛과 전투적인 수비력을 무기로 하는 중앙 미드필더이다. 2002 FIFA 월드컵에서는 터키 대표팀의 일원으로, 3위라는 좋은 성적을 내게한 원동력이었다. 그는 유로 2004 후에 대표팀 은퇴를 선언했지만, 그 후 대표팀의 성적이 좋지 않아, 유로 2008 예선에서 다시 대표팀에 복귀하였다.
2007년 6월 5일에 독일의 도르트문트에서 벌어진 브라질과의 친선 경기를 마지막으로 대표를 은퇴했으며, 경기에는 자신의 출장한 경기 수와 같은 등번호 94를 붙여 출장하기도 했다.
대중매체에 대한 대응은 호의적이며, 유창한 영어로 농담을 퍼붓기도 한다. 또, 그의 부인은 터키 대표 경력도 있는 농구 선수이다.
2009년, 블랙번 로버스에서 선수 생활을 마감하였다.

## 수상 기록
갈라타사라이
- 터키 슈퍼 리그 - 1988, 1993, 1994, 1997, 1998, 1999
- 터키컵 - 1991, 1993, 1996

 레인저스
- 스코틀랜드 프리미어리그 - 2000
- 스코티시컵 - 2000

 블랙번 로버스
- 풋볼 리그 컵 - 2002
- 블랙번 올해의 선수 - 2003/04

 터키
- 1993년 지중해 게임 U-21 금메달
- UEFA 유로 2000 8강
- 2002년 FIFA 월드컵: 3위